# Kamasultra
Kamasultra è un libro a fumetti realizzato nel 1977 da Benito Jacovitti su testi di Marcello Marchesi. 
Parodia del Kāma Sūtra delle cui "posizioni" Jacovitti proponeva delle surreali interpretazioni, il libro suscitò delle controversie, più che per il contenuto, per l'immagine che Jacovitti si portava dietro di autore per famiglie. Goffredo Fofi cita la pubblicazione del  libro come un motivo di attrito con la casa editrice cattolica AVE, che portò all'interruzione della pubblicazione del celebre Diario Vitt.   Nel 1993 Jacovitti ne propose un seguito, Kamasutra spaziale. Nel 2002 il Kamasultra è stato ristampato dalla casa editrice Stampa alternativa/ Nuovi equilibri. Nel 2013 le tavole del libro sono state ospitate dalla mostra Il Kamasutra a fumetti, da Jacovitti a Manara.

## Edizioni
- Kamasultra, testi di Marcello Marchesi, Mega Publicitas, 1977
- Kamasutra spaziale, Viterbo, Stampa alternativa-Nuovi equilibri, 1993 (con John Kawasaki)
- Jacovitti Proibito - Kamasultra, Edizioni NPE, 2015, ISBN 9788888893792.